# Норт Ричмонд (Калифорнија)
Норт Ричмонд (енгл. North Richmond) насељено је место без административног статуса у америчкој савезној држави Калифорнија.

## Демографија
По попису из 2010. године број становника је 3.717.
| Група             | 2000.    | 2010.         |
| Белци             | 0 (0,0%) | 111 (3,0%)    |
| Афроамериканци    | 0 (0,0%) | 1.239 (33,3%) |
| Азијати           | 0 (0,0%) | 431 (11,6%)   |
| Хиспаноамериканци | 0 (0,0%) | 1.862 (50,1%) |
| Укупно            | 0        | 3.717         |